# Športski centar Gripe
Športski centar Gripe, skraćeno ŠC Gripe, športski je kompleks u Splitu. Sastoji se od velike dvorane, kapaciteta oko 6000 gledatelja, male dvorane, kapaciteta oko 1000 gledatelja,  i nekoliko manjih dvorana za razne športove. U sastavu kompleksa nalazi se i prodajni centar. 
Površina igrališta povećana je smanjivanjem zapadne tribine, na kojoj je uređena i VIP loža.[kada?] Izmijenjen je parket, skinuti koševi čija je konstrukcija bila pričvršćena na zidove sjeverne i južne tribine i postavljeni novi koševi s postoljem i brojačem vremena napada. Također klupe za igrače su pomaknute ispod istočne tribine. Dvorana je dobila i dva nova semafora s LED osvjetljenjem. 
Kompleks je izgrađen za odigravanje Mediteranskih igara u drugoj polovici sedamdesetih. Arhitekt je Živorad Janković.
Dana 22. studenog 2007. na istočnoj strani centra otvorena je Kuća slave splitskog športa.